# Wenciuny
Wenciuny (lit. Venciūnai) − wieś na Litwie, zamieszkana przez 588 ludzi, w rejonie olickim.